# Berliner-Joyce XF3J

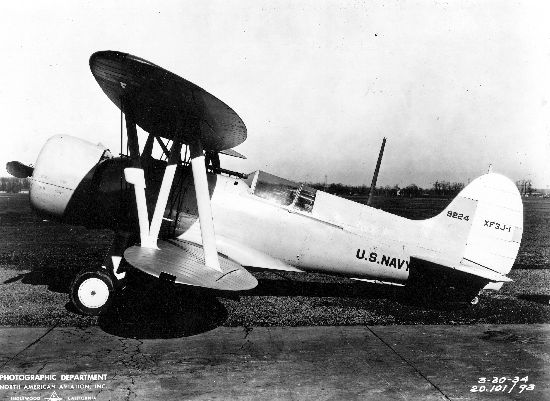
Berliner-Joyce XF3J (1934)

Die Berliner-Joyce XF3J war der Prototyp eines US-amerikanischen Doppeldeckerflugzeugs, welcher 1934 von Berliner-Joyce Aircraft gebaut wurde.

## Geschichte
XF3J-1 wurde 1932 vom Bureau of Aeronautics der United States Navy als experimentelles einsitziges trägergestütztes Jagdflugzeug entworfen, zur Ausführung an die Berliner-Joyce Corporation in Maryland übergeben und im Januar 1934 fertiggestellt. Die wesentlichen Teile der Konstruktion waren ein halbschalenförmiger Rumpf und stoffbezogene Tragflächen. Die Bewaffnung bestand aus zwei synchronisierten 7,62-mm-Maschinengewehren; auch Abwurfwaffen waren vorgesehen.  Angetrieben wurde der Jäger durch einen 625 PS (466 kW) starken Wright-R-1510-26-Motor. Bei Tests durch die US Navy wurden seine guten Leistungen von der Grumman F2F-1 übertroffen, sodass die Entwicklung 1935 eingestellt wurde.

## Technische Daten
| Kenngröße             | Daten                                                                          |
| --------------------- | ------------------------------------------------------------------------------ |
| Besatzung             | 1                                                                              |
| Länge                 | 6,99 m                                                                         |
| Spannweite            | 8,84 m                                                                         |
| Flügelfläche          | 22,3 m²                                                                        |
| Leermasse             | 1232 kg                                                                        |
| max. Startmasse       | 1821 kg                                                                        |
| Höchstgeschwindigkeit | 336 km/h in 1830 m Höhe                                                        |
| Dienstgipfelhöhe      | 7470 m                                                                         |
| Reichweite            | 1150 km                                                                        |
| Triebwerke            | 1 × 14-Zylinder-Sternmotor Wright R-1510-26 mit 625 PS                         |
| Bewaffnung            | 2 × nach vorn feuernde 7,62-mm-Maschinengewehre und bis zu 215 kg Abwurfwaffen |

## Trivia
Ein Modellbausatz im Maßstab 1:72 war im Handel erhältlich.